# Tour d'Alberta 2015
La 3e édition du Tour d'Alberta a lieu du 2 au 7 septembre 2015. La course fait partie du calendrier UCI America Tour 2015 en catégorie 2.1.

## Présentation

### Équipes
Classés en catégorie 2.1 de l'UCI America Tour, le Tour d'Alberta est par conséquent ouvert aux WorldTeams dans la limite de 50 % des équipes participantes, aux équipes continentales professionnelles, aux équipes continentales et aux équipes nationales.
Quinze équipes participent à ce Tour d'Alberta - cinq WorldTeams, deux équipes continentales professionnelles et huit équipes continentales :
| UCI WorldTeams      | UCI WorldTeams | UCI WorldTeams |
| Nom de l'équipe     | Pays           | Code           |
| ------------------- | -------------- | -------------- |
| Cannondale-Garmin   | États-Unis     | TCG            |
| Giant-Alpecin       | Allemagne      | TGA            |
| Katusha             | Russie         | KAT            |
| Orica-GreenEDGE     | Australie      | OGE            |
| Trek Factory Racing | États-Unis     | TFR            |

| Équipes continentales professionnelles | Équipes continentales professionnelles | Équipes continentales professionnelles |
| Nom de l'équipe                        | Pays                                   | Code                                   |
| -------------------------------------- | -------------------------------------- | -------------------------------------- |
| Bora-Argon 18                          | Allemagne                              | BAR                                    |
| Drapac                                 | Australie                              | DPC                                    |

| Équipes continentales          | Équipes continentales | Équipes continentales |
| Nom de l'équipe                | Pays                  | Code                  |
| ------------------------------ | --------------------- | --------------------- |
| Axeon                          | États-Unis            | BDT                   |
| H&R Block                      | Canada                | HRB                   |
| Hincapie Racing                | États-Unis            | HSD                   |
| Jelly Belly-Maxxis             | États-Unis            | JBC                   |
| Lupus Racing                   | États-Unis            | LRT                   |
| Optum-Kelly Benefit Strategies | États-Unis            | OPM                   |
| Silber                         | Canada                | SPC                   |
| SmartStop                      | États-Unis            | SSC                   |

## Étapes
Cette édition du Tour d'Alberta est constituée de six étapes réparties sur six jours pour un total de 865,4 kilomètres à parcourir.
| Étape     | Date        | Villes étapes                          |                              | Distance (km) | Vainqueur d’étape   | Leader du classement général |
| --------- | ----------- | -------------------------------------- | ---------------------------- | ------------- | ------------------- | ---------------------------- |
| 1re étape | 2 septembre | Grande Prairie - Grande Prairie        | Contre-la-montre par équipes | 19.6          | Trek Factory Racing | Bauke Mollema                |
| 2e étape  | 3 septembre | Grande Prairie - Grande Prairie        | Étape de plaine              | 171.6         | Michael Matthews    | Michael Matthews             |
| 3e étape  | 4 septembre | Grande Cache - Parc national de Jasper | Étape vallonnée              | 181.8         | Tom-Jelte Slagter   | Bauke Mollema                |
| 4e étape  | 5 septembre | Jasper - Marmot Basin (en)             | Étape de moyenne montagne    | 162.1         | Tom-Jelte Slagter   | Bauke Mollema                |
| 5e étape  | 6 septembre | Edson - Spruce Grove                   | Étape de plaine              | 206.2         | Lasse Norman Hansen | Bauke Mollema                |
| 6e étape  | 7 septembre | Edmonton - Edmonton                    | Étape vallonnée              | 124.1         | Nikias Arndt        | Bauke Mollema                |

## Déroulement de la course

### 1reétape
| Classement de l'étape | Classement de l'étape          | Classement de l'étape | Classement de l'étape | Classement de l'étape |
|                       | Coureur                        | Pays                  | Équipe                | Temps                 |
| --------------------- | ------------------------------ | --------------------- | --------------------- | --------------------- |
| 1er                   | Trek Factory Racing            | États-Unis            | '                     | en 22 min 57 s        |
| 2e                    | Orica-GreenEDGE                | Australie             |                       | + 0 s                 |
| 3e                    | Katusha                        | Russie                |                       | + 8 s                 |
| 4e                    | Bora-Argon 18                  | Allemagne             |                       | + 23 s                |
| 5e                    | Giant-Alpecin                  | Allemagne             |                       | + 25 s                |
| 6e                    | Hincapie Racing                | États-Unis            |                       | + 26 s                |
| 7e                    | Cannondale-Garmin              | États-Unis            |                       | + 30 s                |
| 8e                    | Drapac                         | Australie             |                       | + 40 s                |
| 9e                    | Silber                         | Canada                |                       | + 41 s                |
| 10e                   | Optum-Kelly Benefit Strategies | États-Unis            |                       | + 44 s                |
| modifier              |                                |                       |                       |                       |

| Classement général | Classement général | Classement général | Classement général  | Classement général |
|                    | Coureur            | Pays               | Équipe              | Temps              |
| ------------------ | ------------------ | ------------------ | ------------------- | ------------------ |
| 1er                | Bauke Mollema      | Pays-Bas           | Trek Factory Racing | en 22 min 57 s     |
| 2e                 | Jesse Sergent      | Nouvelle-Zélande   | Trek Factory Racing | + 0 s              |
| 3e                 | Hayden Roulston    | Nouvelle-Zélande   | Trek Factory Racing | + 0 s              |
| 4e                 | Marco Coledan      | Italie             | Trek Factory Racing | + 0 s              |
| 5e                 | Matthew Busche     | États-Unis         | Trek Factory Racing | + 0 s              |
| 6e                 | Christian Meier    | Canada             | Orica-GreenEDGE     | + 0 s              |
| 7e                 | Svein Tuft         | Canada             | Orica-GreenEDGE     | + 0 s              |
| 8e                 | Michael Matthews   | Australie          | Orica-GreenEDGE     | + 0 s              |
| 9e                 | Adam Yates         | Royaume-Uni        | Orica-GreenEDGE     | + 0 s              |
| 10e                | Luke Durbridge     | Australie          | Orica-GreenEDGE     | + 0 s              |
| modifier           |                    |                    |                     |                    |

### 2eétape
| Classement de l'étape | Classement de l'étape | Classement de l'étape | Classement de l'étape          | Classement de l'étape |
|                       | Coureur               | Pays                  | Équipe                         | Temps                 |
| --------------------- | --------------------- | --------------------- | ------------------------------ | --------------------- |
| 1er                   | Michael Matthews      | Australie             | Orica-GreenEDGE                | en 4 h 10 min 19 s    |
| 2e                    | Nikias Arndt          | Allemagne             | Giant-Alpecin                  | m.t                   |
| 3e                    | Alexey Tsatevitch     | Russie                | Katusha                        | m.t                   |
| 4e                    | Travis McCabe         | États-Unis            | SmartStop                      | m.t                   |
| 5e                    | Sam Bennett           | Irlande               | Bora-Argon 18                  | m.t                   |
| 6e                    | Michael Hepburn       | Australie             | Orica-GreenEDGE                | m.t                   |
| 7e                    | Guillaume Boivin      | Canada                | Optum-Kelly Benefit Strategies | m.t                   |
| 8e                    | Logan Owen            | États-Unis            | Axeon                          | m.t                   |
| 9e                    | Miguel Bryon          | États-Unis            | Hincapie Racing                | m.t                   |
| 10e                   | Jasper Bovenhuis      | Pays-Bas              | Cannondale-Garmin              | m.t                   |
| modifier              |                       |                       |                                |                       |

| Classement général | Classement général | Classement général | Classement général  | Classement général |
|                    | Coureur            | Pays               | Équipe              | Temps              |
| ------------------ | ------------------ | ------------------ | ------------------- | ------------------ |
| 1er                | Michael Matthews   | Australie          | Orica-GreenEDGE     | en 4 h 33 min 6 s  |
| 2e                 | Marco Coledan      | Italie             | Trek Factory Racing | + 10 s             |
| 3e                 | Christian Meier    | Canada             | Orica-GreenEDGE     | + 10 s             |
| 4e                 | Bauke Mollema      | Pays-Bas           | Trek Factory Racing | + 10 s             |
| 5e                 | Adam Yates         | Royaume-Uni        | Orica-GreenEDGE     | + 10 s             |
| 6e                 | Jesse Sergent      | Nouvelle-Zélande   | Trek Factory Racing | + 10 s             |
| 7e                 | Svein Tuft         | Canada             | Orica-GreenEDGE     | + 10 s             |
| 8e                 | Matthew Busche     | États-Unis         | Trek Factory Racing | + 10 s             |
| 9e                 | Hayden Roulston    | Nouvelle-Zélande   | Trek Factory Racing | + 10 s             |
| 10e                | Luke Durbridge     | Australie          | Orica-GreenEDGE     | + 10 s             |
| modifier           |                    |                    |                     |                    |

### 3eétape
| Classement de l'étape | Classement de l'étape | Classement de l'étape | Classement de l'étape          | Classement de l'étape |
|                       | Coureur               | Pays                  | Équipe                         | Temps                 |
| --------------------- | --------------------- | --------------------- | ------------------------------ | --------------------- |
| 1er                   | Tom-Jelte Slagter     | Pays-Bas              | Cannondale-Garmin              | en 4 h 28 min 18 s    |
| 2e                    | Bauke Mollema         | Pays-Bas              | Trek Factory Racing            | + 0 s                 |
| 3e                    | Adam Yates            | Royaume-Uni           | Orica-GreenEDGE                | + 4 s                 |
| 4e                    | Sergueï Lagoutine     | Russie                | Katusha                        | + 6 s                 |
| 5e                    | Michael Woods         | Canada                | Optum-Kelly Benefit Strategies | + 9 s                 |
| 6e                    | Dion Smith            | Nouvelle-Zélande      | Hincapie Racing                | + 11 s                |
| 7e                    | James Oram            | Nouvelle-Zélande      | Axeon                          | + 11 s                |
| 8e                    | Davide Formolo        | Italie                | Cannondale-Garmin              | + 13 s                |
| 9e                    | Simon Špilak          | Slovénie              | Katusha                        | + 15 s                |
| 10e                   | Evan Huffman          | États-Unis            | SmartStop                      | + 15 s                |
| modifier              |                       |                       |                                |                       |

| Classement général | Classement général | Classement général | Classement général  | Classement général |
|                    | Coureur            | Pays               | Équipe              | Temps              |
| ------------------ | ------------------ | ------------------ | ------------------- | ------------------ |
| 1er                | Bauke Mollema      | Pays-Bas           | Trek Factory Racing | en 9 h 1 min 28 s  |
| 2e                 | Adam Yates         | Royaume-Uni        | Orica-GreenEDGE     | + 6 s              |
| 3e                 | Sergueï Lagoutine  | Russie             | Katusha             | + 20 s             |
| 4e                 | Tom-Jelte Slagter  | Pays-Bas           | Cannondale-Garmin   | + 26 s             |
| 5e                 | Simon Špilak       | Slovénie           | Katusha             | + 29 s             |
| 6e                 | Dion Smith         | Nouvelle-Zélande   | Hincapie Racing     | + 43 s             |
| 7e                 | Davide Formolo     | Italie             | Cannondale-Garmin   | + 49 s             |
| 8e                 | Paul Voss          | Allemagne          | Bora-Argon 18       | + 53 s             |
| 9e                 | Ilnur Zakarin      | Russie             | Katusha             | + 53 s             |
| 10e                | Ryder Hesjedal     | Canada             | Cannondale-Garmin   | + 53 s             |
| modifier           |                    |                    |                     |                    |

### 4eétape
| Classement de l'étape | Classement de l'étape | Classement de l'étape | Classement de l'étape          | Classement de l'étape |
|                       | Coureur               | Pays                  | Équipe                         | Temps                 |
| --------------------- | --------------------- | --------------------- | ------------------------------ | --------------------- |
| 1er                   | Tom-Jelte Slagter     | Pays-Bas              | Cannondale-Garmin              | en 4 h 9 min 26 s     |
| 2e                    | Bauke Mollema         | Pays-Bas              | Trek Factory Racing            | + 4 s                 |
| 3e                    | Adam Yates            | Royaume-Uni           | Orica-GreenEDGE                | + 4 s                 |
| 4e                    | Dion Smith            | Nouvelle-Zélande      | Hincapie Racing                | + 6 s                 |
| 5e                    | Evan Huffman          | États-Unis            | SmartStop                      | + 8 s                 |
| 6e                    | James Oram            | Nouvelle-Zélande      | Axeon                          | + 14 s                |
| 7e                    | Sergueï Lagoutine     | Russie                | Katusha                        | + 19 s                |
| 8e                    | Toms Skujiņš          | Lettonie              | Hincapie Racing                | + 22 s                |
| 9e                    | Paul Voss             | Allemagne             | Bora-Argon 18                  | + 27 s                |
| 10e                   | Michael Woods         | Canada                | Optum-Kelly Benefit Strategies | + 27 s                |
| modifier              |                       |                       |                                |                       |

| Classement général | Classement général | Classement général | Classement général             | Classement général  |
|                    | Coureur            | Pays               | Équipe                         | Temps               |
| ------------------ | ------------------ | ------------------ | ------------------------------ | ------------------- |
| 1er                | Bauke Mollema      | Pays-Bas           | Trek Factory Racing            | en 13 h 10 min 58 s |
| 2e                 | Adam Yates         | Royaume-Uni        | Orica-GreenEDGE                | + 6 s               |
| 3e                 | Tom-Jelte Slagter  | Pays-Bas           | Cannondale-Garmin              | + 22 s              |
| 4e                 | Sergueï Lagoutine  | Russie             | Katusha                        | + 35 s              |
| 5e                 | Dion Smith         | Nouvelle-Zélande   | Hincapie Racing                | + 45 s              |
| 6e                 | Toms Skujiņš       | Lettonie           | Hincapie Racing                | + 1 min 14 s        |
| 7e                 | Paul Voss          | Allemagne          | Bora-Argon 18                  | + 1 min 16 s        |
| 8e                 | Davide Formolo     | Italie             | Cannondale-Garmin              | + 1 min 20 s        |
| 9e                 | Michael Woods      | Canada             | Optum-Kelly Benefit Strategies | + 1 min 22 s        |
| 10e                | James Oram         | Nouvelle-Zélande   | Axeon                          | + 1 min 26 s        |
| modifier           |                    |                    |                                |                     |

### 5eétape
| Classement de l'étape | Classement de l'étape  | Classement de l'étape | Classement de l'étape | Classement de l'étape |
|                       | Coureur                | Pays                  | Équipe                | Temps                 |
| --------------------- | ---------------------- | --------------------- | --------------------- | --------------------- |
| 1er                   | Lasse Norman Hansen    | Danemark              | Cannondale-Garmin     | en 4 h 23 min 1 s     |
| 2e                    | Laurent Didier         | Luxembourg            | Trek Factory Racing   | + 1 min 30 s          |
| 3e                    | Bauke Mollema          | Pays-Bas              | Trek Factory Racing   | + 1 min 30 s          |
| 4e                    | Viatcheslav Kouznetsov | Russie                | Katusha               | + 1 min 30 s          |
| 5e                    | Alexey Tsatevitch      | Russie                | Katusha               | + 1 min 30 s          |
| 6e                    | Marco Coledan          | Italie                | Trek Factory Racing   | + 1 min 30 s          |
| 7e                    | Wouter Wippert         | Pays-Bas              | Drapac                | + 1 min 30 s          |
| 8e                    | Alexander Ray          | Nouvelle-Zélande      | Silber                | + 1 min 30 s          |
| 9e                    | Michael Hepburn        | Australie             | Orica-GreenEDGE       | + 1 min 30 s          |
| 10e                   | Jan Bárta              | Tchéquie              | Bora-Argon 18         | + 1 min 30 s          |
| modifier              |                        |                       |                       |                       |

| Classement général | Classement général  | Classement général | Classement général             | Classement général  |
|                    | Coureur             | Pays               | Équipe                         | Temps               |
| ------------------ | ------------------- | ------------------ | ------------------------------ | ------------------- |
| 1er                | Bauke Mollema       | Pays-Bas           | Trek Factory Racing            | en 17 h 35 min 29 s |
| 2e                 | Adam Yates          | Royaume-Uni        | Orica-GreenEDGE                | + 6 s               |
| 3e                 | Tom-Jelte Slagter   | Pays-Bas           | Cannondale-Garmin              | + 22 s              |
| 4e                 | Sergueï Lagoutine   | Russie             | Katusha                        | + 35 s              |
| 5e                 | Dion Smith          | Nouvelle-Zélande   | Hincapie Racing                | + 45 s              |
| 6e                 | Lasse Norman Hansen | Danemark           | Cannondale-Garmin              | + 1 min 5 s         |
| 7e                 | Toms Skujiņš        | Lettonie           | Hincapie Racing                | + 1 min 14 s        |
| 8e                 | Paul Voss           | Allemagne          | Bora-Argon 18                  | + 1 min 16 s        |
| 9e                 | Davide Formolo      | Italie             | Cannondale-Garmin              | + 1 min 20 s        |
| 10e                | Michael Woods       | Canada             | Optum-Kelly Benefit Strategies | + 1 min 22 s        |
| modifier           |                     |                    |                                |                     |

### 6eétape
| Classement de l'étape | Classement de l'étape | Classement de l'étape | Classement de l'étape | Classement de l'étape |
|                       | Coureur               | Pays                  | Équipe                | Temps                 |
| --------------------- | --------------------- | --------------------- | --------------------- | --------------------- |
| 1er                   | Nikias Arndt          | Allemagne             | Giant-Alpecin         | en 2 h 44 min 57 s    |
| 2e                    | Michael Matthews      | Australie             | Orica-GreenEDGE       | m.t                   |
| 3e                    | Dion Smith            | Nouvelle-Zélande      | Hincapie Racing       | m.t                   |
| 4e                    | Wouter Wippert        | Pays-Bas              | Drapac                | m.t                   |
| 5e                    | Sam Bennett           | Irlande               | Bora-Argon 18         | m.t                   |
| 6e                    | Ramon Sinkeldam       | Pays-Bas              | Giant-Alpecin         | m.t                   |
| 7e                    | Alexey Tsatevitch     | Russie                | Katusha               | m.t                   |
| 8e                    | Justin Oien           | États-Unis            | Axeon                 | m.t                   |
| 9e                    | Alexander Ray         | Nouvelle-Zélande      | Silber                | m.t                   |
| 10e                   | Miguel Bryon          | États-Unis            | Hincapie Racing       | m.t                   |
| modifier              |                       |                       |                       |                       |

## Classements finals

### Classement général final
| Classement général | Classement général  | Classement général | Classement général             | Classement général  |
|                    | Coureur             | Pays               | Équipe                         | Temps               |
| ------------------ | ------------------- | ------------------ | ------------------------------ | ------------------- |
| 1er                | Bauke Mollema       | Pays-Bas           | Trek Factory Racing            | en 20 h 20 min 28 s |
| 2e                 | Adam Yates          | Royaume-Uni        | Orica-GreenEDGE                | + 6 s               |
| 3e                 | Tom-Jelte Slagter   | Pays-Bas           | Cannondale-Garmin              | + 22 s              |
| 4e                 | Sergueï Lagoutine   | Russie             | Katusha                        | + 35 s              |
| 5e                 | Dion Smith          | Nouvelle-Zélande   | Hincapie Racing                | + 39 s              |
| 6e                 | Lasse Norman Hansen | Danemark           | Cannondale-Garmin              | + 1 min 8 s         |
| 7e                 | Toms Skujiņš        | Lettonie           | Hincapie Racing                | + 1 min 12 s        |
| 8e                 | Paul Voss           | Allemagne          | Bora-Argon 18                  | + 1 min 16 s        |
| 9e                 | Davide Formolo      | Italie             | Cannondale-Garmin              | + 1 min 23 s        |
| 10e                | Michael Woods       | Canada             | Optum-Kelly Benefit Strategies | + 1 min 25 s        |
| modifier           |                     |                    |                                |                     |

### Classements annexes
| Classement par points | Classement par points | Classement par points | Classement par points | Classement par points |
| --------------------- | --------------------- | --------------------- | --------------------- | --------------------- |
|                       | Coureur               | Pays                  | Équipe                | Point(s)              |
| 1er                   | Michael Matthews      | Australie             | Orica-GreenEDGE       | 27 points             |
| 2e                    | Nikias Arndt          | Allemagne             | Giant-Alpecin         | 27 pts                |
| 3e                    | Cesare Benedetti      | Italie                | Bora-Argon 18         | 16 pts                |
| modifier              |                       |                       |                       |                       |

| Classement de la montagne | Classement de la montagne | Classement de la montagne | Classement de la montagne | Classement de la montagne |
| ------------------------- | ------------------------- | ------------------------- | ------------------------- | ------------------------- |
|                           | Coureur                   | Pays                      | Équipe                    | Point(s)                  |
| 1er                       | Benjamin Perry            | Canada                    | Silber                    | 59 points                 |
| 2e                        | Cesare Benedetti          | Italie                    | Bora-Argon 18             | 55 pts                    |
| 3e                        | Kristoffer Skjerping      | Norvège                   | Cannondale-Garmin         | 18 pts                    |
| modifier                  |                           |                           |                           |                           |

| Classement du meilleur jeune | Classement du meilleur jeune | Classement du meilleur jeune | Classement du meilleur jeune | Classement du meilleur jeune |
|                              | Coureur                      | Pays                         | Équipe                       | Temps                        |
| ---------------------------- | ---------------------------- | ---------------------------- | ---------------------------- | ---------------------------- |
| 1er                          | Adam Yates                   | Royaume-Uni                  | Orica-GreenEDGE              | en 20 h 20 min 34 s          |
| 2e                           | Dion Smith                   | Nouvelle-Zélande             | Hincapie Racing              | + 33 s                       |
| 3e                           | Lasse Norman Hansen          | Danemark                     | Cannondale-Garmin            | + 1 min 2 s                  |
| modifier                     |                              |                              |                              |                              |

| Classement par équipes | Classement par équipes | Classement par équipes | Classement par équipes |
|                        | Équipe                 | Pays                   | Temps                  |
| ---------------------- | ---------------------- | ---------------------- | ---------------------- |
| 1re                    | Cannondale-Garmin      | États-Unis             | en 60 h 16 min 56 s    |
| 2e                     | Hincapie Racing        | États-Unis             | + 1 min 21 s           |
| 3e                     | Katusha                | Russie                 | + 2 min 56 s           |
| modifier               |                        |                        |                        |

## Évolution des classements
| Étape              | Vainqueur           | Classement général | Classement par points | Classement du meilleur grimpeur | Classement du meilleur jeune | Classement par équipes | Coureur le plus combatif |
| ------------------ | ------------------- | ------------------ | --------------------- | ------------------------------- | ---------------------------- | ---------------------- | ------------------------ |
| 1                  | Trek Factory Racing | Bauke Mollema      | Christian Meier       | Alexey Tsatevitch               | Adam Yates                   | Trek Factory Racing    | Laurent Didier           |
| 2                  | Michael Matthews    | Michael Matthews   | Michael Matthews      | Benjamin Perry                  | Adam Yates                   | Orica-GreenEDGE        | Thomas Vaubourzeix       |
| 3                  | Tom-Jelte Slagter   | Bauke Mollema      | Tom-Jelte Slagter     | Benjamin Perry                  | Adam Yates                   | Cannondale-Garmin      | Jasper Bovenhuis         |
| 4                  | Tom-Jelte Slagter   | Bauke Mollema      | Tom-Jelte Slagter     | Benjamin Perry                  | Adam Yates                   | Hincapie Racing        | Logan Owen               |
| 5                  | Lasse Norman Hansen | Bauke Mollema      | Tom-Jelte Slagter     | Benjamin Perry                  | Adam Yates                   | Cannondale-Garmin      | Lasse Norman Hansen      |
| 6                  | Nikias Arndt        | Bauke Mollema      | Michael Matthews      | Benjamin Perry                  | Adam Yates                   | Cannondale-Garmin      | Cesare Benedetti         |
| Classements finals | Classements finals  | Bauke Mollema      | Michael Matthews      | Benjamin Perry                  | Adam Yates                   | Cannondale-Garmin      | non décerné              |